# Ostrov
Ostrovul este o insulă fluvială joasă, cu formă alungită, o formațiune geomorfologică de sedimentare, formată în urma unui proces de acumulare, prin depunerea de aluviuni pe cursul unui fluviu. Ostroavele sunt supuse permanent proceselor de depozitare și eroziune.
Vegetația particulară instalată pe aceste ostroave este extrem de dinamică. Plantele se află într-un proces de colonizare în zonele înalte, create prin sedimentare și dispar în zonele de eroziune puternică.
Principalele activități umane desfășurate pe ostroavele Fermecatu, Turcesu, Pisica, Albina și Cianu Nou sunt pășunatul, plantatul puieților, exploatarea masei lemnoase, monitorizarea fondului cinegetic și vânătoarea. 
Ostroavele Haralambie, Ciocănești și Șoimul se află în regim natural.